# Hani
Hani (nazwa własna: Haqniq, chiń. 哈尼族; pinyin Hānízú, wiet. Người Hà Nhì) – naród zamieszkujący górzyste tereny pogranicza Chin i Wietnamu, mniejszości narodowe w tych krajach. Zdecydowana większość z około 500 tysięcy jej przedstawicieli mieszka w Chinach, w górach Ailao Shan pomiędzy Mekongiem, a Rzeką Czerwoną, w prowincji Junnan.
W Wietnamie, według spisu z 1999, przynależność do narodu Hani zadeklarowało 17 500 osób. Zamieszkują oni prowincje Lai Châu oraz Lào Cai.
Uważa się, że Hani wywodzą się od Qiangów i ok. III wieku przybyli do Chin z Wyżyny Tybetańskiej. Sami Hani uważają się jednak za potomków Yi, od których mieli się oddzielić 50 pokoleń temu.
Hani praktykują animizm oraz kult przodków. Posługują się odrębnym językiem hani zaliczanym do grupy tybeto-birmańskiej w ramach rodziny chińsko-tybetańskiej.